# Grisons
Die Grisons (Galictis) sind eine in Mittel- und Südamerika lebende Raubtiergattung aus der Familie der Marder (Mustelidae), wo sie zur Unterfamilie Ictonychinae gezählt werden. Es gibt zwei Arten:
- Großgrison (Galictis vittata) und
- Kleingrison (Galictis cuja)

Das Patagonische Wiesel (Lyncodon patagonicus) wird auch als Zwerggrison bezeichnet, bildet aber eine eigene Gattung und gehört zur Unterfamilie Mustelinae.

## Merkmale
Grisons stechen durch ihre kontrastreiche Färbung hervor. Das Gesicht, die Brust, der Bauch und die Beine sind schwarz gefärbt, der Rücken und die Seiten einschließlich des kurzen Schwanzes sind beim Großgrison grau und beim Kleingrison gelblich-grau. Dazwischen zieht sich bei beiden Arten ein weißer Streifen von der Stirn zu den Schultern. Wie die meisten Marder sind sie durch einen langgestreckten Körper mit kurzen Beinen charakterisiert, der Kleingrison wirkt aber etwas stämmiger. Großgrisons erreichen eine Kopfrumpflänge von 48 bis 55 Zentimetern und ein Gewicht von 1,4 bis 3,3 Kilogramm; Kleingrisons erreichen 28 bis 51 Zentimeter Kopf-Rumpf-Länge und werden 1,0 bis 2,5 Kilogramm schwer. Der Schwanz ist bei beiden Arten rund 15 Zentimeter lang.

## Verbreitung und Lebensraum
Grisons leben in Mittel- und Südamerika. Während der Großgrison von Mexiko bis in das südöstliche Brasilien verbreitet ist, leben Kleingrisons nur im mittleren und südlichen Südamerika (vom südlichen Peru bis Argentinien). Beide Arten sind nicht wählerisch in Bezug auf ihren Lebensraum, sie bewohnen sowohl Regenwälder wie auch andere Waldtypen und offenes Terrain wie Grasländer. Insbesondere Kleingrisons sind auch in Gebirgsregionen zu finden.

## Lebensweise
Grisons können sowohl am Tag als auch in der Nacht aktiv sein, meist findet man sie aber in der Dämmerung. Zur Ruhe ziehen sie sich unter Baumwurzeln, in Felsspalten, hohle Baumstämme oder verlassene Baue anderer Tiere (zum Beispiel Viscachas) zurück. Möglicherweise legen sie auch selbst Baue an. Ihre Bewegungen sind flink, sie halten sich sowohl am Boden als auch auf Bäumen auf, sie können gut klettern und auch schwimmen. Ihre Lebensweise entspricht in etwa der der Iltisse. Obwohl sie meist allein auf Jagd gehen, findet man sie des Öfteren zu zweit oder in kleinen Familiengruppen.
Grisons sind Allesfresser, die sich aber vorwiegend von Kleinsäugern ernähren. Zu ihren Beutetieren gehören unter anderem Mäuse, Agutis, Chinchillas und Viscachas. Daneben nehmen sie auch Vögel und deren Eier, Reptilien, Wirbellose und auch Früchte zu sich.
Die Tragzeit dauert rund 40 Tage, und die Wurfgröße beträgt zwei bis vier Jungtiere.

## Grisons und Menschen
In Südamerika werden Grisons mancherorts gezähmt und zur Jagd auf Nagetiere abgerichtet, entsprechend den europäischen Frettchen. Beide Grison-Arten sind relativ weit verbreitet und nicht bedroht.